# Robāţ Mīl
Robāţ Mīl (persiska: مَران, رُباطِ ميل, رُباط, رباط ميل) är en ort i Iran.   Den ligger i provinsen Markazi, i den centrala delen av landet, 250 km sydväst om huvudstaden Teheran. Robāţ Mīl ligger 1 927 meter över havet och antalet invånare är 967.
Terrängen runt Robāţ Mīl är varierad.Runt Robāţ Mīl är det ganska tätbefolkat, med 54 invånare per kvadratkilometer. Närmaste större samhälle är Arak, 16,6 km nordost om Robāţ Mīl. Trakten runt Robāţ Mīl består i huvudsak av gräsmarker.